# Yin Yang Yo!

Yin Yang Yo! é uma série de desenho animado americano-canadense produzida pela Jetix Animation Concepts. Estreou no dia 4 de setembro de 2006. O desenho foi criado por Bob Boyle (o mesmo criador de Wow Wow Wubbzy) e Steve Marmel (produtor de Os Padrinhos Mágicos).

## Personagens
- Yin - Divertida e inteligente. Quase sempre discute com o seu irmão. Sua habilidade é o uso da magia woo foo. Ela tem o poder de transformar as coisas com o chamado de "transformação" ou incinerar com o chamado "Yincinaration".[3]
- Yang - Tem uma personalidade mais extrovertida. É impaciente, e também implica com a sua irmã. Ele possui uma espada de bambu que pode se transformar em bumerangue (Yang-A-Rang).[3]
- Mestre Yo - Mestre dos dois irmãos. É retratado como um panda, poderoso, mas também ocioso.[3]

## Prêmios
| Ano  | Associação         | Categoria                                                                                      | Indicação | Resulto  |
| ---- | ------------------ | ---------------------------------------------------------------------------------------------- | --- | -------- |
| 2007 | BAFTA              | Internacional                                                                                  | | Indicado |
| 2007 | Golden Reel Awards | Melhor Edição de Som em Efeitos Sonoros, Foley, Diálogo, ADR e Música para Animação Televisiva | Episódio "O Retorno do Mestre da Noite" Otis Van Osten, Melinda Rediger, Trevor Sperry, Jason Oliver, Jody Thomas, Mike Tavera, Jeff Shiffman e Kate Marciniak. | Indicado |